# Latinizare în Uniunea Sovietică
În Uniunea Sovietică, latinizare (rusă: латинизация - latinizațiia) a fost numele dat unei campanii din anii 1920 - anii 1930 care viza înlocuirea sistemelor tradiționale de scriere a numeroase limbi cu alfabetul latin și de a-l crea pentru limbile care nu aveau forma scrisă. Aproape toate limbile turcice, iraniene, uralice și alte câteva au fost romanizate, în total aproape 50 din cele 72 de limbi scrise în URSS. Au existat, de asemenea, planuri de a romaniza limba rusă și alte limbi slave. La sfârșitul anilor 1930 campania de latinizare/romanizare a fost anulată și toate limbile nou-romanizate au fost convertite la alfabetul chirilic. 